# Cimetière juif de Koenigshoffen
Le cimetière juif de Koenigshoffen est un monument historique situé dans le quartier de Koenigshoffen à Strasbourg, dans le département français du Bas-Rhin.

## Localisation
Ces constructions sont situées au 29, rue de la Tour à Strasbourg.

## Historique
Il fait l'objet d'une inscription au titre des monuments historiques depuis 2002.